# Odontoglossum cirrhosum
Odontoglossum cirrhosum (tên tiếng Anh: Wavy Odontoglossum) là một loài phong lan có ở Colombia tới Ecuador.